# Емпайър Стейт Билдинг
„Емпайър Стейт Билдинг“ (на английски: Empire State Building) е 102-етажен небостъргач в стил ар деко в квартала Мидтаун Манхатън в Ню Йорк, Съединените щати.
Проектирана от архитекта Уилям Ламб и завършена през 1931 година, сградата е с височина на покрива 380 m и обща височина 443,2 m, включваща нейната антена. Нейното наименование идва от „Емпайър Стейт“ („Имперски щат“), прозвище на щата Ню Йорк. В продължение на десетилетия след построяването си е най-високата сграда в света. Към 2017 година сградата е 5-ият по височина завършен небостъргач в Съединените щати и 28-ият в света, както и 6-ата по височина свободно стояща конструкция в Америка.
Мястото на „Емпайър Стейт Билдинг“, от западната страна на Пето авеню, между Тридесет и трета и Тридесет и четвърта улица, в началото на XVIII век е част от ферма. В края на 20-те години на XIX век тя става собственост на видния предприемач Джон Джейкъб Астор, чиито наследници построяват на мястото през 90-те години първия хотел „Уолдорф-Астория“. През 20-те години на XX век семейство Астор продават остарелия хотел и теренът става собственост на „Емпайър Стейт“, предприятие, в което участват и бизнесменът Джон Джейкъб Раскоб и бившият губернатор на Ню Йорк Ал Смит. Първоначалните планове за „Емпайър Стейт Билдинг“ са за 50-етажна офисна сграда, но в окончателния проект се стига до 86 етажа, 380 m височина и мачта за дирижабли на върха. По този начин тя би била най-високата сграда в света, изпреварвайки „Крайслер Билдинг“ и „40 Уол Стрийт“, два други небостъргача, строящи се по същото време в Манхатън.
„Емпайър Стейт Билдинг“ е съществен елемент от силуета на Ню Йорк и е смятана за един от най-известните символи на града. На 86-ия етаж на сградата е разположена обществено достъпна наблюдателна площадка, от която се открива впечатляващ панорамен изглед към Ню Йорк. Най-високата част се осветява по специален начин по определени поводи, като Денят на независимостта или Нюйоркският маратон.
Една от най-известните появи на сградата е във филма „Кинг Конг“ от 1933 година, в който гигантска горила се изкачва по нея, опитвайки се да избяга от своите преследвачи. През следващите десетилетия „Емпайър Стейт Билдинг“ е показвана в множество кинофилми и телевизионни сериали с действие, развиващо се в Ню Йорк, като „Как се запознах с майка ви“, „Приятели“, „Сексът и градът“ или „Клюкарката“.

## Местоположение
Емпайър Стейт Билдинг се намира на западната страна на Пето авеню №350 в квартала Мидтаун, Манхатън, между 33-та и 34-та улица. Сградата е толкова голяма, че (както и още 42 сгради в Ню Йорк Сити) има свой собствен пощенски код – 10118. Районът на юг и запад има и други важни забележителности, една от тях е Медисън Скуеър Гардън. Един блок на изток от Емпайър Стейт Билдинг, на Медисън авеню и 34-та улица, се намира библиотеката за наука, индустрия и бизнес на Нюйоркската обществена библиотека.

## История

### Предистория
Оригиналните собственици на ферма в района са Мери и Джон Мъри
Най-ранният регистриран съществен акт е по време на Американската война за независимост, когато войските на генерал Джордж Вашингтон се оттеглят от британците след битката при Кип. През 1799 г. Джон Томсън купува 20 акра (8 хектара) земя, грубо очертана между днешните Медисън авеню, 36-а улица, Шесто авеню и 33-та улица, непосредствено на север от фермата на Каспар Семлър, за 482 британски лири (приблизително 2400 щатски долара по това време). Томпсън казва, че е продава фермата на Чарлс Лоутън за $10 000 на 24 септември 1825 г., въпреки че подробностите за тази продажба са неясни, тъй като по-късно са изгубени документите, удостоверяващи продажбата. През 1826 г. Джон Джейкъб Астор, първият американски милиардер от видното семейство Астор купува земята от Лоутън за $20 500. Семейство Астор също закупува парцел и от Мъри.
През 1893 година неговият внук Уилям Уолдорф Астор построява на мястото на сегашната Емпайър Стейт Билдинг първия хотел Уолдорф, а на 1 ноември 1897 г., негов братовчед, Джон Джейкъб Астор IV, отваря в близост хотел Астория на 16 етажа. Комбинираният хотел разполага с 1300 стаи, което го прави най-големият хотел в света по това време. През 1920-те обаче елегантният живот на Ню Йорк се изнася далеч на север от 34-та улица и хотелът запада. През 1928 година семейство Астор го продава на Бетлехем Енджиниъринг Корпорейшън за 14 – 16 милиона и решава да построи друг хотел много по на север. Старият хотел е затворен на 3 май 1929 г.

### Планиране и проектиране
Бетлехем Енджиниъринг Корпорейшън първоначално възнамерява да построи 25-етажна офис сграда на мястото на Уолдорф-Астория. Председателят на компанията Флойд де Л. Браун плаща 100 000 долара от необходимата сума от 1 милион долара, за да започне строителството, като обещава, че разликата ще бъде платена по-късно. Браун взима назаем 900 000 долара от банка, но просрочва заема. Планът преминава през петнадесет версии, преди настоящият план да бъде одобрен.
След това земята е препродадена на корпорацията Емпайър Стейт, представляваща група от богати инвеститори, включващи Луис Кауфман, Елис Ърл, Джон Раскоб, Колман дьо Пон и Пиер дьо Пон. Основен участник в нея е Джон Джейкъб Раскоб, заемал преди това ръководни постове в Дюпон и Дженеръл Мотърс и една от водещите фигури в националната организация на Демократическата партия. Алфред Смит, бивш губернатор на Ню Йорк и кандидат за президент на САЩ, чиято кампания през 1928 г. е ръководена от Раскоб, е назначен за ръководител на компанията. Групата купува и земя наблизо, така че разполагат с 2 декара (1 хектар), необходими за базата на кулата, като комбинираният парцел е с дължина 130 m и дължина 61 m. Консорциумът е обявен пред обществеността през август 1929 г.
Проектирането на сградата е възложено на архитектурното бюро Шрейв, Ламб и Хармън, сключен е договор за създаване на дизайна на сградата. Водещият архитект на проекта Уилям Ламб описва изискванията на инвеститора така: „Заданието съдържаше няколко реда: фиксиран бюджет, не повече от 8,50 m между прозорците и коридорите и колкото може повече етажи. Фасада от варовик и дата на завършване на работите 1 май 1931 г., което означаваше година и половина от началото на проектирането.“ Ламб изработва чертежите на сградата само за две седмици, вдъхновен от Рейнълдс Билдинг в Уинстън-Сейлъм, Северна Каролина, също проект на „Шрейв, Ламб и Хармън“, и от Карю Тауър в Синсинати на архитекта Уолтър Алшлагер. Кулата е проектирана от горе надолу, давайки ѝ „форма на молив“.
Първоначалният план на сградата е от 50 етажа, но по-късно се увеличава на 60 и след това на 80 етажа. Докато плановете се финализират, започва интензивна надпревара в Ню Йорк за титлата „най-високата сграда в света“. „Уол Стрийт“ 40 (тогава сградата на банката Манхатън) и Крайслер Билдинг в Манхатън си съперничат за това отличие и вече са в процес на изграждане, когато започва работата по Емпайър Стейт Билдинг. „Надпревара в небето“, както го наричат популярни медии по онова време, е индикация на оптимизма на страната през 1920-те години, подхранван от бума на строителството в големите градове. Плановете на „Уол Стрийт“ 40 са ревизирани през април 1929 г. от 260 m на 282 m, което го прави най-високата сграда в света. През октомври 1929 г. сградата на Крайслер добавя своя стоманен връх от 185 m към покрива си, като го поставя на височина от 319 m и значително надминава височината на „Уол Стрийт“ 40. Уолтър Крайслер осъзнава, че височината на кулата ще надхвърли височината на сградата на Емпайър Стейт Билдинг, като инструктира своя архитект Уилям Ван Ален да промени оригиналния покрив от закачен романски купол до тясна стоманена кула. Раскоб, който желае Емпайър Стейт Билдинг да е най-високият в света, преглежда плановете и добавя пет етажа, както и кула. На 18 ноември 1929 г. Смит придобива ново място, добавяйки 75 фута (23 m) към ширината на обекта на предложената офис сграда. Два дни по-късно той обявява актуализираните планове за небостъргача, които включват наблюдателна площадка на покрива на 86-ия етаж на височина 320 m.
Изградената сграда ще бъде само с 1,2 m по-висока от сградата на Крайслер и Раскоб се страхува, че Крайслер може да се опита да прибегне към хитрост да добави към височината, и затова плановете са преработени за последен път през декември 1929 г. с 16-етажна, 62-метрова корона и 68 m площадка за дирижабъл. Височината на покрива достига 380 m, което прави Емпайър Стейт Билдинг най-високата сграда в света, дори без да се счита антената.

### Строителство
Разрушаването на стария Уолдорф-Астория хотел започва на 1 октомври 1929 г. Премахването на сградата е труден процес, тъй като хотелът е построен с по-твърд материал, отколкото предишните сгради. Освен това старият хотелски гранит, дървесни чипове и метали като олово, мед и цинк не са търсени, което довежда до проблеми с изхвърлянето им. По-голямата част от дървесината е сложена на куп на 30-а улица или изгорена другаде. Голяма част от другите материали от стария хотел, включително гранит и бронз, са изхвърлени в Атлантическия океан близо до Санди Хук, Ню Джърси.
На 24 октомври Нюйоркската фондова борса претърпява внезапна финансова катастрофа, която бележи началото на десетилетието на Голямата депресия. Въпреки икономическия спад, Раскоб отказва да прекрати проекта поради постигнатия дотогава напредък. Нито той, нито Смит, който няма инвестиции в акции, страдат финансово при катастрофата. По-голямата част от инвеститорите обаче са засегнати и в резултат на това през декември 1929 г. Емпайър Стейт Корпорейшън получава заем от 27,5 милиона долара от Metropolitan Life Insurance Company, така че строителството да започне. Катастрофата на фондовия пазар довежда до липса на търсене на нови офис площи, но анулирането на проекта би довело до по-големи загуби за инвеститорите.
Изкопните работи за строежа на „Емпайър Стейт Билдинг“ започват на 22 януари 1930 г., а изпълнението на първите конструкции – на 17 март. Броят на хората, работещи едновременно на строежа, достига до 3500 души, като много от тях са европейски имигранти и индианци мохок. Те работят на две смени от по 12 часа. От времето на строителството са останали множество впечатляващи снимки на монтажниците, сглобяващи елементи на стоманената конструкция на стотици метри височина, често без никаква предпазна екипировка. По официални данни на обекта загиват петима работници, въпреки че Ню Йорк Дейли Нюз съобщава за 14 смъртни случая, а заглавие в социалистическото списание „Ню масис“ разпространява неоснователни слухове за 42 смъртни случая. Нито един от тези случаи не е по време на монтажа на скелета, който на пръв поглед изглежда най-рисковата дейност. Зидарските работи започват през юни и за завършени на 13 ноември 1930 г. Средната скорост на строителството е четири и половина етажа седмично.
На 17 септември 1930 година ръководителят на проекта Алфред Смит поставя символичния основен камък на сградата със сребърна плоча пред публика от 5 хиляди души. Сградата е официално открита на 1 май 1931 година на специална церемония, като осветлението е запалено лично от президента на Съединените щати Хърбърт Хувър чрез натискане на бутон в столицата Вашингтон.
Строителството продължава една година и четиридесет и пет дни, или общо 410 дни, включително почивните, като в крайна сметка сградата е завършена преди крайния срок. Първоначалният бюджет на проекта, включително стойността на терена, е 40 948 900 долара, но дефлацията, предизвикана от Голямата депресия, намалява номиналната му стойност до 24 718 000 долара. Първата стоманена конструкция е инсталирана на 1 април 1930 г. Оттам строителството продължава с бързи темпове. По време на един период от 10 работни дни, строителите издигат четиринадесет етажа. Това става възможно благодарение на точното съгласуване на планирането на сградата, както и на масовото производство на обикновени материали, като например прозорци и надсводни материали. Мащабът на проекта е масивен, с камиони, превозващи 16 000 плочки, 5000 торби цимент, 450 m³ пясък и 300 торби вар, пристигащи на строителната площадка всеки ден. Фасадата също използва разнообразие от материали, най-вече индиански варовик, но също и шведски черен гранит, теракота и тухла.
До 20 юни стоманената конструкция на небостъргача се издига до 26-ия етаж, а до 27 юли половината стоманена конструкция е завършена. Стремежът е да се строи един етаж на ден, за да се ускори строителството, цел, която почти достигат със скорост 4½ етажа на седмица. Преди това най-бързият темп на строителство на сграда с подобна височина е 3½ етажа на седмица. Докато строителството напредва, крайните проекти за етажите се проектират откъм земята (за разлика от общия дизайн, който е бил от покрива надолу). Някои от тези нива все още не са окончателно одобрени, като няколко поръчки са направени в рамките на един час от финализирането на плана. На 10 септември, когато стоманената конструкция е завършена, Смит полага крайъгълния камък на сградата по време на церемония, на която присъстват хиляди. Камъкът съдържа кутия със съвременни артефакти, включително Ню Йорк Таймс от предния ден, американска валута, съдържаща всички деноминации на банкноти и монети, изсечени през 1930 г., история на обекта и сградата и фотографии на хората, занимаващи се със строителство. Стоманената конструкция е завършена при 319 m на 19 септември, дванадесет дни по-рано от срока и 23 седмици след началото на строителството. Работниците издигат знаме на върха на 86-ия етаж, за да отпразнуват този етап.
След това започва работата по интериора на сградата и короната. В допълнение към ограниченията във времето строителите имат и пространствени ограничения, защото строителните материали трябва да бъдат доставени бързо, а камионите трябва да пренесат тези материали, без да предизвикват задръствания. Проблемът е решен чрез създаването на временна алея за камиони между 33-та и 34-та улици, а след това и съхраняването на материалите в първия етаж и мазетата на сградата. Бетонобъркачки, тухлени бункери и каменни подемници в сградата гарантират, че материалите ще могат да се изкачват бързо, без да застрашават или затрудняват обществеността. В един момент над 200 камиона правят доставки на материали на строителната площадка всеки ден. Емпайър Стейт Билдинг е завършен на 11 април 1931 г., дванадесет дни по-рано и 410 дни след началото на строителството.
Луис Хин прави много снимки на строежа, документирайки не само самата работа, но и вниква в ежедневието на работниците през тази епоха. Изображенията се използват широко от медиите, за да публикуват ежедневни съобщения в пресата. По-късно ги организира в собствена колекция.

### Откриване и първи години
Емпайър Стейт Билдинг официално е открит на 1 май 1931 г., четиридесет и пет дни преди предвидената дата, от президента на САЩ Хърбърт Хувър, който включва светлините на сградата с натискане на церемониален бутон от Вашингтон. Повече от 350 гости присъстват на церемонията по откриването и последвалия я обяд на 86-ия етаж, включително Джими Уокър, губернаторът Франклин Делано Рузвелт и Ал Смит. Данни от този ден сочат, че гледката е затъмнена от мъгла и други забележителности като Статуята на свободата се губят в мъглата. Сградата официално се открива на следващия ден.
Според „Ню Йорк Таймс“ строители и специалисти в областта на недвижимите имоти прогнозират, че Емпайър Стейт Билдинг с височина от 1250 фута ще бъде най-високата сграда в света в продължение на много години, като по този начин се прекратява великата надпревара в строенето на небостъргачи в Ню Йорк. По това време повечето инженери са съгласни, че е трудно да се построи сграда, по-висока от 370 m. Технически се смята, че е възможно да се построи кула с височина до 610 m, но ще се окаже неикономично, особено по време на Голямата депресия. Като най-високата сграда в света по това време и първата, която надхвърля 100 етажа, тя се превръща в икона на града и в крайна сметка на цялата нация.
Откриването на Емпайър Стейт Билдинг съвпада с Голямата депресия в Съединените щати и в резултат голяма част от офис пространството му е свободно по време на откриването. През първата година само 23% от наличното пространство е наето, в сравнение с началото на 20-те години на 20 век, когато средната сграда има заетост от 52% при откриването и 90% в рамките на пет години.
Джак Брод, един от най-дългосрочните наематели в сградата, съосновава Емпайър Даймънд Корпорейшън с баща си в сградата в средата на 1931 г. и наема пространство в нея до смъртта си през 2008 г. Брод си спомня, че по време на откриването има само около 20 наематели, включително самия него и че Ал Смит е единственият реален наемател в пространството над офисите си на седмия етаж.  Като цяло, в началото на 30-те години на миналия век, рядко се случва да се наемат повече от един офис в сградата, въпреки агресивните маркетингови усилия на Смит и Раскоб във вестниците и до всеки, когото познават. Светлините на сградата остават включени непрекъснато, дори и в незаетите офиси, за да създадат впечатление на заетост. Това се изостря от конкуренцията на Рокфелер Сентър, както и от сградите на 42-ра улица, което довежда до излишък на офис пространство при този бавен пазар.
Сградата се превръща в популярна туристическа атракция, като един милион души през 1931 г. плащат по един долар, за да се качат на асансьорите до площадките за наблюдение. През първата година от дейността си площадката за наблюдение носи приблизително 2 милиона долара приходи. До 1936 г. площадката за наблюдение е претъпквана ежедневно, храна и напитки са достъпни за покупка на върха, а през 1944 г. кулата празнува своя 5-милионен посетител. През 1931 г. NBC наема помещение на 85-ия етаж за радиопредавания. От самото начало сградата е в дълг и губи 1 милион долара годишно до 1935 г. Агентът на недвижими имоти Сиймур Дърст припомня, че през 1936 г. сградата е толкова неизползвана, че няма асансьор над 45-ия етаж, тъй като сградата над 41-вия етаж е празна с изключение на офисите на NBC и офисите на Раскоб/Дю Пон на 81-вия етаж.
Според първоначалните планове, Емпайър Стейт Билдинг е предназначена за докинг станция на дирижабли. Раскоб и Смит предлагат на 86-ия етаж билетни гишета и чакални за пътници, а самите въздушни кораби да са вързани на купола на еквивалентното на 106-и етаж на сградата. Асансьорът ще превозва пътниците от 86-ия до 101-вия етаж, по-късно преименуван на 102-ри етаж. Предишният 102-ри етаж, сега 103-ти етаж, вече е балкон, до който обществеността няма достъп. След това пътниците се изкачват по стръмни стълби, за да се качат на дирижабъла. Идеята обаче се оказва непрактична и опасна поради мощните течения, причинени от самата сграда, вятърните течения и кулите на близките небостъргачи. Освен това, дори ако дирижабълът успее да преодолее всички тези препятствия, неговият екипаж трябва да изхвърли някакъв баласт, като пусне вода по улиците по-долу, за да поддържа стабилност и след това да върже носа на въздухоплавателния съд без линии за закрепване. На 15 септември 1931 г. е първият и единствен случай на дирижабъл, използващ мачтата на сградата, малък търговски дирижабъл на Военновъздушните сили на Съединените щати, който кръжи 25 пъти при вятър със скорост 45 мили в час. След това въздушният кораб се опитва да се прикрепи към мачтата, но баластът се разлива и въздушният кораб се разтърсва от непредсказуеми въртения. Близостта до катастрофа кара собствениците да изоставят тази идея.

### Загуба на титлата „Най-високата сграда“
През 1961 г., същата година, в която Хелмсли, Виен и Малкин закупуват сградата, пристанищните власти в Ню Йорк и Ню Джърси официално подкрепят плановете за нов Световен търговски център в Долен Манхатън. Планът първоначално включва 66-етажни кули близнаци с отворени пространства без колони. Собствениците и спекулантите в областта на недвижимите имоти се притесняват, че офисите на 710 000 ще доведат до натрупване на офиси на наемане в Манхатън, както и че ще отнемат печалбите на Емпайър Стейт Билдинг. Ревизията на плана на новия Световен търговски център довежда кулите близнаци до 420 m или 110 етажа, по-високи от Емпайър Стейт Билдинг. Противниците на новия проект включват известният предприемач в областта на недвижимите имоти Робърт Тишман, както и Комитета за разумен световен търговски център на Виен. В отговор на опозицията на Виен, изпълнителният директор на пристанищната администрация Остин Дж. Тобин заявява, че Виен се противопоставя на проекта, защото ще засенчи Емпайър Стейт Билдинг като най-високата сграда в света.
Строежът на кулите близнаци на Световния търговски център започва през 1966 г. Следващата година кулата Останкино става най-високата свободностояща структура в света. През 1970 г. все още в процес на изграждане, Северната кула на Световния търговски център надминава по височина Емпайър Стейт Билдинг. През декември 1975 г. площадка за наблюдение е открита на 110-ия етаж на кулите близнаци, значително по-високо от наблюдателницата на 86-ия етаж на Емпайър Стейт Билдинг, който започва да губи приходи през този период, особено след като редица радиостанции се преместват в Световния търговски център през 1971 г.
До 1980 г. има близо два милиона посетители годишно, въпреки че служител на сградата преди това е оценил между 1,5 милиона и 1,75 милиона посетители. Сградата получава свой собствен пощенски код през май 1980 г., част от 63 нови пощенски кода в Манхатън. По това време наемателите на кулата получават общо 35 000 писма на ден. Емпайър Стейт Билдинг отпразнува своята 50-годишнина на 1 май 1981 г. с много популярно, но зле прието лазерно светлинно шоу. Сградата придобива статут на Национална историческа забележителност през 1986 г.
От началото до средата на 90-те години на 20 век сградата претърпява серия от подобрения на стойност 55 милиона щатски долара, като замяна на алармени системи, асансьори, прозорци и климатици, наблюдателницата става достъпна за посетители с увреждания и фасадата бива обновена. Земята е закупена съвместно от Доналд Тръмп и Хидеки Йокой през 1994 г. След като си осигурява половината собственост върху земята, Тръмп разработва планове да вземе собствеността върху самата сграда, за да може да я ремонтира, въпреки че Хелмсли и Малкин вече са започнали реконструкция. Тръмп възнамерява да принуди Хелмсли, Виен и Малкин да бъдат изгонени за нарушаване на условията на лизинговия договор, но му е отказано. Компаниите на Хелмсли се противопоставят на Тръмп. Това поражда редица съдебни дела и обвинения, които продължават няколко години, отчасти от желанието на Тръмп да получи основния лизинг на сградата. След смъртта на Хари Хелмсли през 1997 г., Малкин съди вдовицата на Хелмсли, Леона Хелмсли, за собствеността върху сградата.

### След 9/11
С разрушаването на Световния търговски център в атентатите от 11 септември 2001 г., Емпайър Стейт Билдинг отново се превръща в най-високата сграда в Ню Йорк, но едва втората по височина сграда в Америка след Уилис Тауър в Чикаго. В резултат на атаките предаванията от почти всички търговски и FM радио станции отново са излъчвани от Емпайър Стейт Билдинг. Атаките също така довеждат до мерки за увеличаване на сигурността, дължащо се на непрекъснати терористични заплахи срещу забележителностите на Ню Йорк.
През 2002 г. Тръмп и Иокой продават земята на Емпайър Стейт Билдинг Асосиейшън, сега начело с Малкин за $57,5 милиона. Това действие свързва името на сградата с лизинга за първи път от половин век насам. Въпреки продължаващата заплаха от атаки, Емпайър Стейт Билдинг остава популярен с 3,5 милиона посетители през 2004 г. в сравнение с около 2,8 милиона през 2003 г.
Оставащият дял на Леона Хелмсли в сградата е закупен от Питър Малкин през 2006 г. През 2008 г. сградата е „открадната“ от „Ню Йорк Дейли Нюз“, за да покаже колко лесно е прехвърлянето на собственост върху имот, защото чиновниците не са длъжни да проверяват информацията, и как фалшиви документи могат да се използват за получаване на големи ипотеки и след това физическите лица да изчезнат с парите. В документацията фигурират имената на Фей Рей, звездата от филма „Кинг Конг“, и Уили Сътън, известен престъпник и грабител на банки в Ню Йорк. Вестникът след това връща собствеността обратно на законните собственици, Емпайър Стейт Билдинг Асосиейшън.
Обществените площи на сградата са обновени през 2009 г. за $550 милиона. Сградата получава нова климатизация, хидроизолация, реновирана платформа за наблюдение и лоби, както и преместен магазин за подаръци на 80-ия етаж. Това включва $120 милиона инвестирани в енергийно ефективни подобрения. Новият Световен търговски център надминава Емпайър Стейт Билдинг като най-високата сграда, когато е официално открит през 2014 г.
От 2014 г. сградата е собственост на Емпайър Стейт Риълти Тръст с Антъни Малкин като председател, главен изпълнителен директор и президент. Данните за доходите са оскъдни, но е известно, че за 2011 г. те са значително повече от туризъм, отколкото от даването под наем на офиси. През август 2016 г. Qatar Investment Authority (QIA) получава 10% дял в Емпайър Стейт Билдинг чрез инвестиции за $622 милиона в Емпайър Стейт Риълти Тръст. Други чуждестранни субекти, които имат дял в Емпайър Стейт Билдинг, включват инвеститори от Норвегия, Япония и Австралия.
²

## Архитектура
Височината на Емпайър Стейт Билдинг до 102-рия етаж е 381 m и 443,092 m, като се включи високата 61,9 m предавателна антена на върха. Сградата има 85 етажа с търговски и офис площи, представляващи общо 200 500 m² наемани пространства. Разполага с вътрешна и външна площадка за наблюдение на 86-ия етаж, най-високият етаж в рамките на действителната кула. Останалите 16 етажа са част от купола на арт деко, който включва наблюдателница на 102-рия етаж. Куполът е кух, без етажи между нива 86 и 102. На върха има излъчващи антени и гръмоотвод. Това е първата сграда в света с повече от 100 етажа. Държи рекорда по височина в града в продължение на 41 години, докато Двете кули на Световния търговски център го изместват от лидерството.
Според официалните данни, сградата има 1860 стъпала от първия до 102-рия етаж, тежи 331 122 тона, има вътрешен обем от 1 000 000 m³ и външен 5700 m³ от варовик и гранит. Изграждането на екстериора на кулата изисква десет милиона тухли и 650 тона алуминий и неръждаема стомана, а вътрешността изисква 1886 km асансьорно въже и 609 600 m електрически проводници, 6500 прозореца и 73 асансьора. Сградата има капацитет за 20 000 наематели и 15 000 посетители.
Сградата е обявена за едно от Седемте чудеса на модерния свят от Американското общество на строителните инженери. Тя е обявена и за национална историческа забележителност през 1986 г. През 2007 г. е класирана на първо място в списъка на любимата архитектура на Америка.

### Екстериор
Aрт деко дизайнът на Емпайър Стейт Билдинг е типичен за архитектурата в Ню Йорк преди Втората световна война. Модернистичните, направени от неръждаема стомана корнизи на входовете на 33-та и 34-та улица водят до двуетажни високи коридори около асансьорното ядро, пресичани от мостове от стъкло и стомана на втория етаж. Нивелираната стоманена рамка на сградата първоначално е проектирана така, че да се справя успешно с всички гравитационни напрежения и вятърни натоварвания. Екстериорът на сградата е облицован с варовикови панели от Индиана, произхождащи от Empire Mill в Сандърс, Индиана, които дават на сградата особения светъл („блондински“) цвят. Фасадата от варовик, която е облицована с вертикални стоманени греди, успоредни на всеки прозорец, също спомага да се увеличи твърдостта на стоманената рамка срещу силните ветрове. Количеството на използвания материал в конструкцията на сградата води до много устойчива структура в сравнение с други небостъргачи, със строителна коравина от 2,0 кРа спрямо 1,6 кРа на Уилис Тауър и 1,2 kPa на Джон Ханкок Център.
Проектът се характеризира с един голям и няколко по-малки „спада“, които намаляват размерите на нивото при увеличение на височината, което прави горните 81 етажа много по-малки от долните пет етажа. Въпреки това, този дизайн позволява слънчевата светлина да осветява интериора на горните етажи и освен това да постави тези нива далеч от шумни улици по-долу. Този проект е бил упълномощен съгласно Резолюцията за зониране от 1916 г., която е имала за цел да позволи на слънчевата светлина да достигне и улиците. Обикновено в сграда с размерите на Емпайър Стейт Билдинг би било разрешено да построи до 12 етажа на страната на Пето авеню и до 17 етажа на 33-та/34-та улица, ако не е използвала „спадовете“. Последните са подредени така, че най-големият спад е на шестия етаж, над петте етажа, така че останалата част от сградата над шестия етаж да има фасада с еднаква форма.

### Интериор
Емпайър Стейт Билдинг е първата сграда в света, която има повече от 100 етажа. Има 6500 прозореца, 73 асансьора, обща подова площ от 257 211 m³ и основа, покриваща 8094 m². Неговите оригинални 64 асансьора са разположени в централното ядро и достигат различна височина, като най-високият асансьор достига от лобито до 80-ия етаж. Когато първоначално е построен, Емпайър Стейт Билдинг има четири „експресни“ асансьора, които свързват лобито и 80-ия етаж и няколко нива между тях, като останалите 60 „локални“ асансьора свързват площадките на останалите междинни етажи. От общо 64 асансьора, 58 са за пътнически транспорт (включващи четирите експресни асансьора и 54 локални асансьора), а осем – за товарни доставки. Асансьорите са проектирани да се движат със скорост 366 m/min. По време на строежа на небостъргача тяхната практическа скорост е ограничена до 213 m/min по силата на градското право, но това ограничение е отстранено малко след откриването на сградата. Допълнителните асансьори свързват 80-ия етаж с шестте етажа над него, като шестте допълнителни етажа са построени след одобряването на първоначалните 80 етажа. Асансьорите са механично управлявани до 2011 г., когато са заменени с нови асансьори с цифрово управление по време на обновяването на сградата.
Съоръженията са групирани в централна шахта. На всеки етаж между нива 6 и 86 централната шахта е обградена от основен коридор от всичките четири страни. Съгласно окончателните спецификации на сградата, коридорът е заобиколен на свой ред от пространство за офиси с дълбочина 8,5 m. Всеки от етажите има 210 структурни колони, които преминават през него и осигуряват структурна стабилност, но ограничават размера на откритото пространство на тези етажи. Относителният недостиг на камък в сградата позволява повече пространство като цяло, в съотношение 1:200. В подобни сгради съотношението обикновено е 1:50.

#### Входно фоайе
Основното фоайе е достъпно от Пето авеню, на източната страна на сградата, където входът е с един комплект двойни врати между двойка въртящи се врати. В горната част на всяка врата има бронзов мотив, изобразяващ един от трите занаяти или индустрии, използвани в строителството на сградата – електричество, зидария и отопление. Фоайето съдържа два нюанса на мрамор, по-светъл мрамор на върха, над витрините, и по-тъмен мрамор на основата, на нивото на витрините. На пода на фоайето има модел на зигзагообразни теракотни плочки, който води от входа на изток към алуминиевия релеф на запад. Високото три етажа фоайе, което е паралелно на 33-та и 34-та улици, съдържа помещения за магазини на север и на юг. Витрините са оградени от всички страни с тръби от тъмно модернистично заоблен мрамор, според комисията за опазване на забележителностите на Ню Йорк, и най-горе от вертикална ивица от канали, поставени в мрамора. Непосредствено във фоайето има контролен пункт за сигурност, подобен на този в летищата.
Стените на двете северни и южни страни на фоайето имат витрини и ескалатори. В западния край на фоайето има алуминиев релеф на небостъргача, така както е изглеждал, когато е първоначално построен (без антената). Релефът, който е предназначен да посреща гостите, съдържа релеф на чертежа на сградата, придружен от това, което Комисията за опазване на природните забележителности описва като „лъчите на алуминиевото слънце, което блести зад кулата и се смесва с алуминиевите лъчи, излъчвани от върха на Емпайър Стейт Билдинг“. За фон служи държавна карта на Ню Йорк. Компас е разположен в долния десен ъгъл, а плоча с имената на главните разработчици на кулата се намира в долния ляв ъгъл.
Плочата в западния край на лобито се намира на източната вътрешна стена на едноетажен правоъгълен коридор, който заобикаля ескалаторите, подобно на фоайето. Правоъгълният коридор всъщност се състои от два дълги коридора на северната и южната страна на правоъгълника, както и по-къс коридор на източната страна и друг дълъг коридор от западната страна. В двата края на северните и южните коридори има четири асансьора. Западната страна на правоъгълния коридор се простира на север до входа на 34-та улица и на юг до входа на 33-та улица. Той граничи с три големи витрини и води до ескалатори, които водят както до втория етаж, така и към подземието. Отивайки от запад на изток, има допълнителни входове на 34-та и 33-та улици от северните и южните коридори, съответно на приблизително две трети от всеки коридор.
До 60-те години на 20. век на таваните на фоайето има стенописи в стил арт деко. Последвалите щети на тези стенописи, проектирани от художника Лейф Неандрос, довежда до инсталирането на репродукции. Обновяването на фоайето през 2009 г., като например подмяната на часовника над информационното бюро във фоайето на Пето авеню с анемометър и поставянето на два полилея, предназначени да бъдат част от сградата при първоначалното откриване, съживява голяма част от величието на сградата. Северният коридор съдържа осем осветени панела, създадени през 1963 г. от Рой Спаркия и Рене Неморов, навреме за Световния панаир през 1964 г., изобразявайки сградата като осмото чудо на света, успоредно с традиционните седем. Собствениците на сградата инсталират редица картини от нюйоркската художничка Киса Джонсън на ниво конкурс. Джонсън по-късно завежда федерално съдебно дело през януари 2014 г. по силата на Закона за правата върху произведенията на изкуството, в което твърди, че нехайното отношение унищожава картините ѝ и с това нейната репутация като художник. Като част от обновяването на сградата през 2010 г., за фоайето е предвидена инсталация, състояща се от 15 000 звезди и 5000 кръга, върху гравирано стъкло с размери 4,0 на 1,5 m.

## Допълнително използване

### Радиопредавателни станции
Излъчването започва на 22 декември 1931 г., когато NBC и RCA започват да предават експериментални телевизионни предавания от малка антена, издигната на върха, с два отделни предавателя за визуални и аудио данни. Те наемат 85-ия етаж и построяват там лаборатория. През 1934 г. към RCA се присъединява Едуин Хауърд Армстронг в кооперативно предприятие, за да изпробва своята FM система от антената на сградата. Тази настройка, която включва инсталирането на първия FM предавател в света, продължава само до октомври на следващата година поради спорове между RCA и Армстронг. По-конкретно, NBC иска да инсталира повече телевизионно оборудване в стаята, където се намира предавателят на Амстронг.
След известно време 85-ият етаж се превръща в дом на Нюйоркската телевизионна RCA първоначално като експериментална станция, а от 1941 г. като търговска станция. Започна да предава от антената през 1940 г. NBC запазва правата за изключителна употреба на върха на сградата до 1950 г., когато Федералната комисия по комуникациите нарежда сделката да бъде прекратена. Тази наредба се основава на оплакванията на потребителите, че е необходимо едно общо местоположение за седемте съществуващи телевизионни станции в Ню Йорк, за да се предават от тях, така че приемащите антени да не трябва непрекъснато да се коригират. Други телевизионни оператори по-късно ще се присъединят към RCA в сградата на 81-вия до 83-тия етаж. Изграждането на специална телевизионна кула започва на 27 юли 1950 г. с телевизионни и FM предавания, започващи през 1951 г. Кулата е завършена до 1953 г. От 1951 г. шест телевизионни оператори се съгласяват да платят общо 600 000 долара годишно за използването на антената. През 1965 г. е изграден отделен набор от FM антени на 103-тия етаж.
Поставянето на станциите се превръща в основен проблем при изграждането на Кулите близнаци от Световния търговски център в края на 60-те и началото на 70-те години. По-голямата височина на близките кули отразява радиовълните, излъчвани от Емпайър Стейт Билдинг, което в крайна сметка довежда до преместване на някои телевизионни станции в по-новите кули. Въпреки че деветте станции, които излъчват от Емпайър Стейт Билдинг отдават под наем своето излъчвано пространство до 1984 г., повечето от тези станции се преместват в Световния търговски център веднага след завършването му през 1971 г.
Атентатите от 11 септември 2001 г. унищожават Световния търговски център и излъчващите центрове на върха, като оставиха по-голямата част от предаванията без станция за десет дни до създаването на временна кула в Алпайн, Ню Джърси. До октомври 2001 г. почти всички търговски телевизионни станции на града (както телевизия, така и FM радио) отново предават от върха на Емпайър Стейт Билдинг. След завършването на новия Световен търговски център някои телевизионни станции започват да се преместват в него, докато други остават в Емпайър Стейт Билдинг, без да планират преминаването към новата кула.

### Светлини
Сградата първоначално е оборудвана с бели прожектори на върха на кулата. За първи път са използвани през ноември 1932 г., когато сигнализират победата на Рузвелт над Хувър на президентските избори през същата година. Те са сменени с четири „Светлини за свобода“ през 1956 г. През февруари 1964 г. на 72-рия етаж са добавени нови светлини, за да осветяват върха на сградата през нощта и да се вижда от Световния панаир по-късно тази година. Светлините са изключени от ноември 1973 г. до юли 1974 г. поради енергийната криза по това време. През 1976 г. бизнесменът Дъглас Лий предлага да се инсталират 204 метални халогенни лампи, които са четири пъти по-ярки от 1000-те лампи с нажежаема жичка. Нови червени, бели и сини халогенни светлини са инсталирани навреме за празнуване на националния празник.
От 1976 г. насам, кулата е осветена в цветове, избрани така, че да съответстват на сезонните събития и празници. Организациите могат да подават заявки чрез уебсайта на сградата. Сградата също така е осветена в цветовете на базираните в Ню Йорк спортни отбори в нощта, когато те имат игри. Има и специални случаи, при които светлините се променят при неочаквани или необичайни събития. След осемдесетия рожден ден и последвалата смърт на Франк Синатра през 1998 г. сградата се къпе в синя светлина, за да представи псевдонима на певеца „Ol 'Blue Eyes“ (в буквален превод „Старите сини очи“. След смъртта на актрисата Фей Рей, която играе в „Кинг Конг“, през септември 2004 г., светлините на сградата са изгасени за 15 минути. Прожекторите осветяват сградата в червено, бяло и синьо няколко месеца след унищожаването на Световния търговски център през септември 2001 г. На 4 юни 2002 г. светлините са в лилаво и златно (кралските цветове на Елизабет II) в багодарност към Обединеното кралство за подкрепата след атентатите от 11 септември). На 13 януари 2012 г. сградата е осветена в червено, оранжево и жълто в чест на 60-годишнината от програмата NBC „The Today Show“. От 1 до 3 юни 2012 г. е осветена в синьо и бяло, цветовете на израелското знаме в чест на 49-ия годишен парад в чест на Израел.
През 2012 г. четиристотин метални халогенни лампи и осветителни тела на сградата са заменени с 1200 светодиода, увеличавайки цветовете от девет до над 16 милиона. Компютърно управляваната система позволява сградата да бъде осветена по начини, които не са били възможни преди това. Например, на 6 ноември 2012 г. CNN използва върха като табло за резултатите от президентските избори в САЩ през 2012 година. Когато предишният президент Барак Обама достигна 270-те избирателни гласа, необходими за победата, светлините стават сини, представляващи цвета на Демократическата партия. Ако републиканският претендент Мит Ромни би спечелил, сградата би била осветена в червено, цветът на Републиканската партия. Също така на 26 ноември 2012 г. сградата има първото си синхронизирано светлинно шоу.

## Произшествия

### Самолетната катастрофа от 1945 г.
В 9:40 сутринта на 28 юли 1945 г. бомбардировач Б-25 Мичъл, пилотиран в гъста мъгла от лейтенант полковник Уилям Франклин Смит младши, се разбива в северната част на Емпайър Стейт Билдинг между 79-и и 80-и етаж. Един от двигателите напълно прониква в сградата и се приземява на покрива на съседна сграда, където започва пожар, който унищава последния етаж. Другият двигател и част от колесника се спускат надолу по асансьорната шахта, причинявайки пожар, който е изгаснал за 40 минути. Четиринадесет души са убити при инцидента. Операторът на асансьора Бети Лу Оливър пада 75 етажа в асансьор, което все още е Световният рекорд на Гинес за оцелял човек в падащ асансьор.
Въпреки щетите и жертвите, сградата е отворена за бизнес два дни по-късно. Сблъсъкът помага да се ускори прокарването на дълго отлагания Федерален закон Federal Tort Claims Act от 1946 г., както и включването в закона клаузи, позволяващи на хората да съдят правителството за инцидента. В резултат на катастрофата, администрацията за гражданска аеронавтика въвежда строги правила относно летенето над Ню Йорк, определяйки минимална летателна надморска височина от 760 м над морското равнище, независимо от метеорологичните условия.
Една година по-късно, на 24 юли 1946 г., друг самолет едва пропуска да удари сградата. Неидентифицираният двумоторен самолет се прокрадва покрай наблюделницата и заплашва туристите там.

### Падане на асансьор 2000 г.
На 24 януари 2000 г. асансьор в сградата изведнъж пада 40 етажа, след като кабел, който контролира максималната скорост на кабината, се къса. Асансьорът пада от 44-тия етаж до четвъртия, където стеснена асансьорна шахта осигурява втора система за безопасност. Въпреки падането от 40 етажа и двамата пътници в кабината по това време са само леко ранени. Тъй като този асансьор няма врати на четвъртия етаж, пътниците са спасени от съседен асансьор. След случая са проверени всички асансьори в сградата.

### Опити за самоубийство
Поради емблематичния статус на сградата, тя, както и други забележителности в Мидтаун, са популярни места за опити за самоубийство. Повече от 30 души опитват да се самоубият през годините, от по-горните части на сградата, като повечето от опитите са успешни.
Първото самоубийство е на 7 април 1931 г., преди кулата да е завършена, когато един уволнен дърводелец отива на 58-ия етаж и скача оттам. Първото самоубийство след откриването на сградата е от наблюдателницата на 86-ия етаж от февруари 1935 г., когато Ирма Еберхарт пада от 314 m. На 16 декември 1943 г. Уилям Лойд Рамбо скача от 86-ия етаж, пада сред коледните купувачи на улицата. В ранните сутрешни часове на 27 септември 1946 г. Дъглас Брашар скача от прозореца на рекламната агенция „Грант“ на 76-ия етаж. Полицията намира обувките му на 15 m от тялото му.
На 1 май 1947 г. Евелин МакХайл скача от площадката за наблюдение на 86-ия етаж и пада на лимузина, паркирана на улицата. Студентът по фотография Робърт Уейлс прави снимка на странно непокътнатия труп на МакХайл няколко минути след смъртта ѝ. Полицията намира бележка сред нейните вещи, които тя оставя на площадката за наблюдение. Снимката се появява в изданието от 12 май 1947 г. в списание „Life“ и често се нарича „най-красивото самоубийство“. По-късно то е използвано от визуалния художник Анди Уорхол в едно от произведенията му „Самоубийство“ (Паднало тяло). През декември 1947 г. около терасата на 86-ия етаж е поставена ограда с височина 2,10 m, след като пет души правят опит да скочат през триседмичния период през октомври и ноември същата година. По това време шестнадесет души вече са загинали от самоубийствени скокове.
Само един човек скача от горната наблюдателница. Фредерик Екерт от Астория (Куинс) изтичва покрай пазач в затворената галерия на 102-рия етаж на 3 ноември 1932 г., прескача ограничителите и излиза на открит мост, предназначен за пътниците на дирижабли. Той се приземява и умира на покрива на наблюдателницата на 86-ия етаж. Двама души оцеляват, като не падат повече от един етаж. На 2 декември 1979 г. Елвита Адамс скача от 86-ия етаж, но е издухана на перваза на 85-ия етаж при порив на вятъра и си счупва тазобедрената става. На 25 април 2013 г. човек пада от наблюдателната площадка на 86-ия етаж, но се приземява жив с леки наранявания на ръба на 85-ия етаж, където охранители го водят вътре и медицински работници го прехвърлят в болница за психиатрична оценка.

### Стрелби
В непосредствена близост до сградата на Емпайър Стейт Билдинг настъпват два случая на насилствена смърт. Абу Камал, 69-годишен палестински учител, застрелва седем души на 86-ия етаж за наблюдение през следобеда на 23 февруари 1997 г. Той убива един човек и ранява шест други, преди да се самоубие. Камал съобщава, че извършва стрелбата в отговор на събитията, които се случват в Палестина и Израел.
На сутринта на 24 август 2012 г. 58-годишният Джефри Т. Джонсън застрелва и убива бивш колега на тротоара на Пето авеню. През 2011 г. той губи работата си. Двама полицаи се изправят срещу стрелеца и той насочва оръжието си към тях. Те отговарят, като изстрелват 16 изстрела и го убиват, но и раняват девет случайни минувачи. Повечето от ранените са засегнати от фрагменти от куршуми, въпреки че трима са получили директни попадения от куршуми.